# Горбы (Винницкая область)
Горбы (укр. Горби) — посёлок, входит в Крыжопольский район Винницкой области Украины.
Население по переписи 2001 года составляло 35 человек. Почтовый индекс — 24611. Телефонный код — 4340. Занимает площадь 0,298 км². Код КОАТУУ — 521980203.

## Местный совет
24611, Вінницька обл., Крижопільський р-н, с. Андріяшівка, вул. Шевченка, 1